# 1889年の相撲
1889年の相撲（1889ねんのすもう）は、1889年の相撲関係のできごとについて述べる。

## できごと
- 改革に伴い江戸相撲会所が東京大角力協会に改称。

## 天覧相撲
5月24日 - 西郷従道伯爵邸に明治天皇が行幸、天覧相撲が行われた。

## 本場所など
- 1月場所（東京相撲）[2]
  - 興行場所:本所回向院
  - 1月19日より晴天10日間興行
- 4月場所（京都大阪合併相撲）[1]
  - 興行場所:新築地
  - 晴天7日間興行
    - 愛知相撲、紀州相撲も参加。5日目で打ち切り。
- 5月場所（東京相撲）[3]
  - 興行場所:本所回向院
  - 5月12日より晴天10日間興行
- 5月場所（京都大阪合併相撲）[1]
  - 興行場所:新京極坂井座
  - 5月26日より5日間興行
    - 愛知相撲も参加。
- 10月場所（東京大阪合併相撲）[4]
  - 興行場所:難波新地新金比羅神社
  - 晴天10日間興行
- 11月場所（東京大阪合併相撲）[5]
  - 興行場所:天満天神
  - 11月1日より晴天7日間興行
- 11月場所（三都合併相撲）[6]
  - 興行場所:長堀土佐稲荷神社
  - 晴天7日間興行
    - 大阪相撲は広角組の参加。
- 11月場所（東京京都合併相撲）[7]
  - 興行場所:四条河原
  - 晴天7日間興行

## その他相撲披露
- 2月19日 - 西郷隆盛大赦記念の弔祭相撲が芝公園地弥生社にて行われた[8]。
- 6月1日 - 上野公園内華族会館において相撲を行い、皇太子嘉仁親王（後の大正天皇）が台覧[1]。
- 6月5日-6日 - 弥生社例祭において相撲を披露[1]。

## 誕生
- 2月4日 - 朝緑冨五郎（最高位：前頭13枚目、所属：立田川部屋→出羽ノ海部屋、+ 1947年【昭和22年】）[9]
- 2月5日 - 大戸平吉太郎（最高位：関脇、所属：尾車部屋→峰崎部屋、+ 1963年【昭和38年】）[10]
- 2月20日 - 浦ノ濱栄治郎（最高位：関脇、所属：浦風部屋、+ 1945年【昭和20年】）[11]
- 4月1日 - 21代木村庄之助（元・立行司、所属：伊勢ノ海部屋→井筒部屋→双葉山道場→時津風部屋、+ 1970年【昭和45年】）[12]
- 5月12日 - 九州山十郎（最高位：大関、所属：出羽ノ海部屋→入間川部屋、+ 1927年【昭和2年】）[13]
- 5月15日 - 釋迦ヶ嶽庄太郎（最高位：前頭3枚目、所属：山科部屋→出羽ノ海部屋、+ 1966年【昭和41年】）[14]
- 6月18日 - 朝日嶽留藏（最高位：大関（大阪相撲）、所属：三保ヶ関部屋、+ 1974年【昭和49年】）
- 7月25日 - 緋縅祐光（最高位：前頭17枚目、所属：二十山部屋、+ 1928年【昭和3年】）[15]
- 10月9日 - 加勝山鹿治（最高位：前頭14枚目（現役没）、所属：友綱部屋、+ 1914年【大正3年】）[16]
- 10月13日 - 宮城山正見（最高位：小結、所属：井筒部屋、+ 1961年【昭和36年】）[15]
- 11月7日 - 稲葉嶽光之助（最高位：前頭14枚目、所属：濱風部屋、+ 1978年【昭和53年】）[17]

## 死去
- 8月17日 - 宮城野馬五郎（最高位：小結、所属：宮城野部屋、年寄：宮城野、* 1826年【文政9年】）
- 9月15日 - 稲野花倉吉（最高位：前頭7枚目（現役没）、所属：田子ノ浦部屋→粂川部屋、* 1857年【安政4年】）
- 12月2日 - 大纒長吉（最高位：関脇、所属：玉垣部屋、年寄：出来山、* 1843年【天保14年】）